# De Greiner
De Greiner is een voormalige huishoudschool in de Noord-Hollandse stad Haarlem. De school werd in 1903 geopend als de Haarlemse Huishoud- en Industrieschool. 
De school was de oudste openbare dagschool voor meisjes in Haarlem en was gelegen in de Rozenprieel in het Haarlemmerhoutkwartier in Haarlem Zuid-West. De school had aanvankelijk haar hoofdingang aan de Schneevoogtstraat, om de hoek van de ambachtsschool voor jongens in de Kamperstraat. Na de renovatie van 1935 door Dick Greiner is de hoofdingang aan de Voorhelmstraat gesitueerd. Sinds 1995 biedt het gebouw onderdak aan kunstenaars en kleine ondernemers en op 23 november 1999 werd de voormalig huishoudschool aangewezen tot rijksmonument.

## Geschiedenis

### Oprichting
Op 1 augustus 1894 werd de particuliere Wilhelmina-Naaischool, bestemd voor meisjes van 12 jaar en ouder gesticht. De school vond zijn eerste onderkomen aan het Klein Heiligland 8. Het is in zijn korte bestaan, nadien nog verhuisd naar een groter onderkomen aan de Gierstraat 136 rood in 1896. en in 1889 verhuisde het naar een locatie aan de Nieuwe Gracht. Het leerlingenaantal groeide van 30 leerlingen in 1894 naar zo’n 100 leerlingen in 1897.
In juni 1901 werd besloten de verenigingen achter de Wilhelmina-Naaischool en de Haarlemse Kook- en Huishoudschool, gevestigd aan de Wilhelminastraat 17 op te heffen, zodat deze samen konden opgaan in een nieuwe vereniging de Haarlemse Kook-, Huishoud- en Industrieschool. In oktober 2001 zocht deze vereniging financiering voor de bouw van de school aan de Schneevoogtstraat. Toen was in de naamvoering het stukje kookschool weggelaten en had de bestaande school zo’n 218 leerlingen. In 1903 werd het nieuwe schoolgebouw voor meisjes geopend. 
Het gebouw was ontworpen door de architecten J.F. van Hamersveld en S. Roog en  bestond uit drie bouwlagen met achter de ingang aan de Schneevoogtstraat een in de lengterichting lopende lange gang. Aan weerszijden van deze gang bevonden zich de klaslokalen en enkele dienstvertrekken. Aan het einde van de gang vertakte de school zich in een tweede vleugel, waardoor er een L-vormige plattegrond ontstond.
De school bood een standaard driejarige opleiding aan en 'extra lessen' voor vrouwen van werklieden. Enkele van de benamingen van deze extra lessen waren nat en droogwaschen, strijken, tafeldienen, naaien van lijfgoed en koken. Voor deze extra lessen werd apart betaald.

### Uitbreiding en modernisering door Greiner
Omstreeks 1931 kreeg architect Dick Greiner de opdracht om het bestaande onderkomen van de Huishoud- en Industrieschool te moderniseren en uit te breiden met een nieuwe vleugel. Greiner omschreef de staat van de school in het Bouwkundig Weekblad Architectura, daar noemde hij dat de school vrij donker en deprimerend door weinig lichtinval. In 1935 werd de ingrijpende renovatie afgerond. En konden de 1.000 leerlingen gebruik maken van de faciliteiten van een schoolgebouw dat in die tijd behoorde tot de modernste van het land.
Het ontwerp van Greiner maakte dat de oude school in zijn geheel integreerde in de uitbreiding. De nieuwe school bestond uit een gevarieerde en taps-gewijze opbouw van rechthoekige bouwvolumes. Drie verdiepingen aan de straatzijden en oplopend naar vier verdiepingen in het midden van de school, met een torenachtige opbouw als vijfde bouwlaag. De gevels zijn deels bepleisterd met een grove, grijze stuclaag, ook wel terra nova grana of graniti genoemd. Door die opklimmende gevelopbouw oogt het gebouw veel minder massaal en is de aansluiting op de bestaande woonbebouwing daardoor vrij logisch en nauwelijks storend. Alleen bij de hoofdingang is gestreefd naar monumentaliteit door de verticale behandeling van de gevels erboven. Voor de rest domineert de horizontale lijn.

### De Greiner
In 1995 biedt het gebouw onderdak aan kunstenaars en kleine ondernemers. De bouwkundige staat van het gebouw was destijds flink achteruitgegaan. Zo was er sprake van betonrot, doorgeroeste stalen raamprofielen en andere bouwfysische problemen. Door de gebruikers werd tijdig een reddingsplan opgesteld, woningbouwvereniging Ymere liet door Architectenbureau Van Stigt in 1997 een ontwerp maken waarmee het gebouw uiteindelijk in 2010 verbouwd kon worden tot multifunctioneel gebouw met ruimtes voor een buitenschoolse opvang, ateliers, en kleinschalige bedrijven.

## Tentoonstelling ‘Leren voor het Leven’
In 2010 was de school en haar geschiedenis een van de onderwerpen van de tentoonstelling ‘Leren voor het Leven’ in het Historisch Museum Haarlem. Deze tentoonstelling is samengesteld uit materiaal van verschillende ambachts- en huishoudscholen in de regio Haarlem.

## Fotogalerij

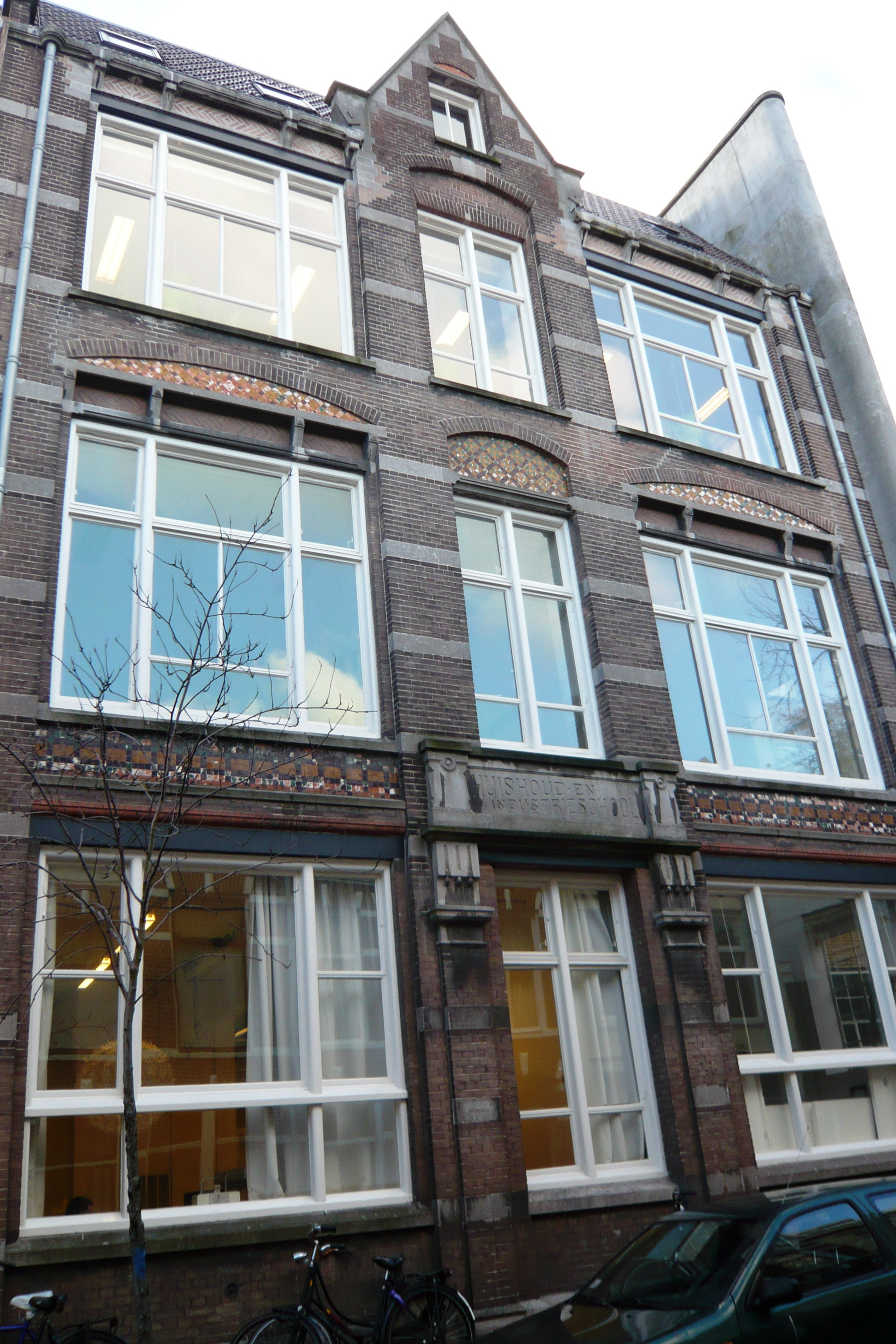
De voormalige hoofdingang aan de Schneevoogtstraat met daarboven in steen gebeiteld "Huishoud- en Industrieschool"
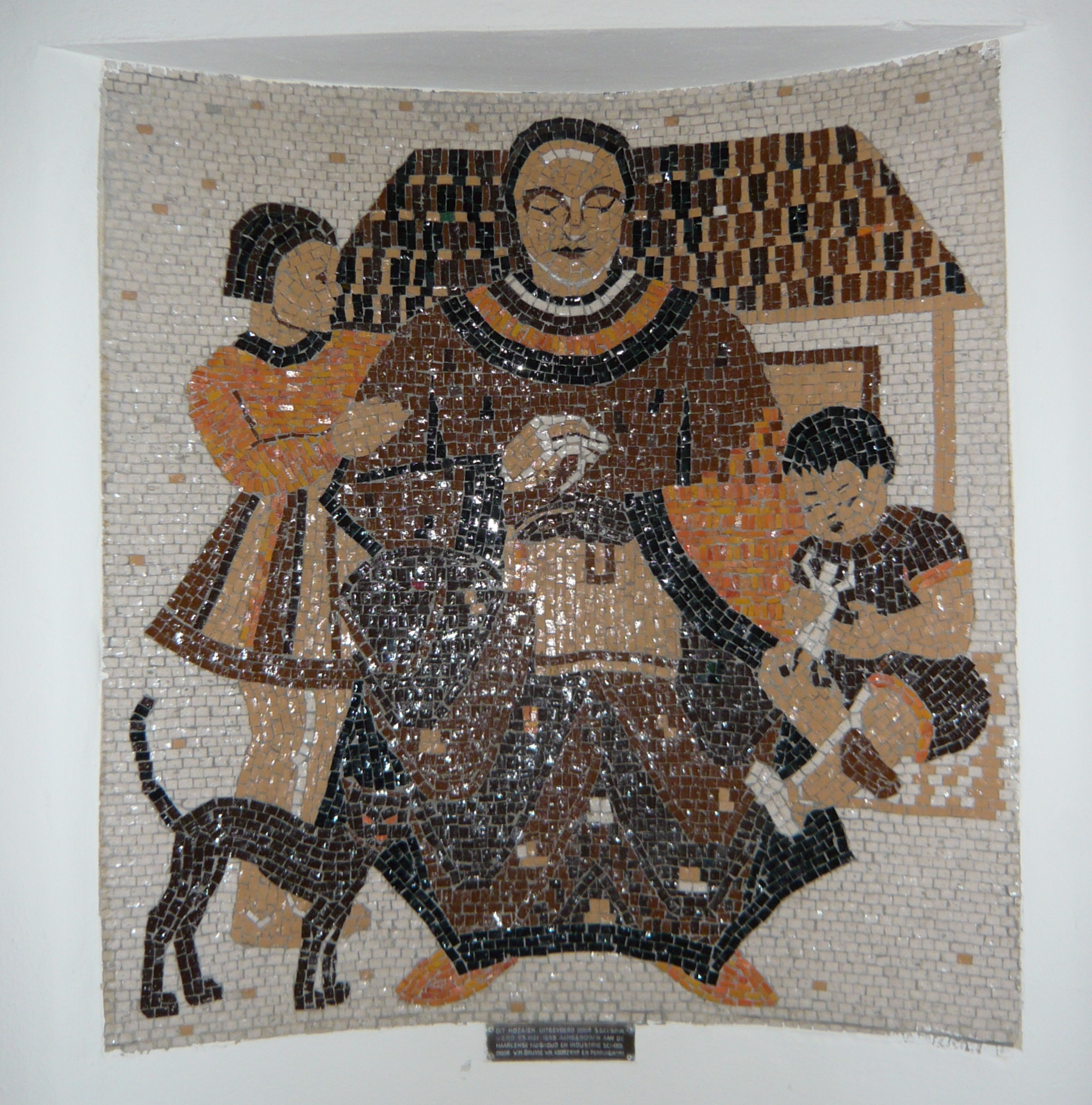
Mozaïek ter herdenking van de uitbreiding van 1935, met de "ideale huisvrouw" met twee kinderen, een huis en een kat, gemaakt door glaskunstenaar Femmy Schilt-Geesink.
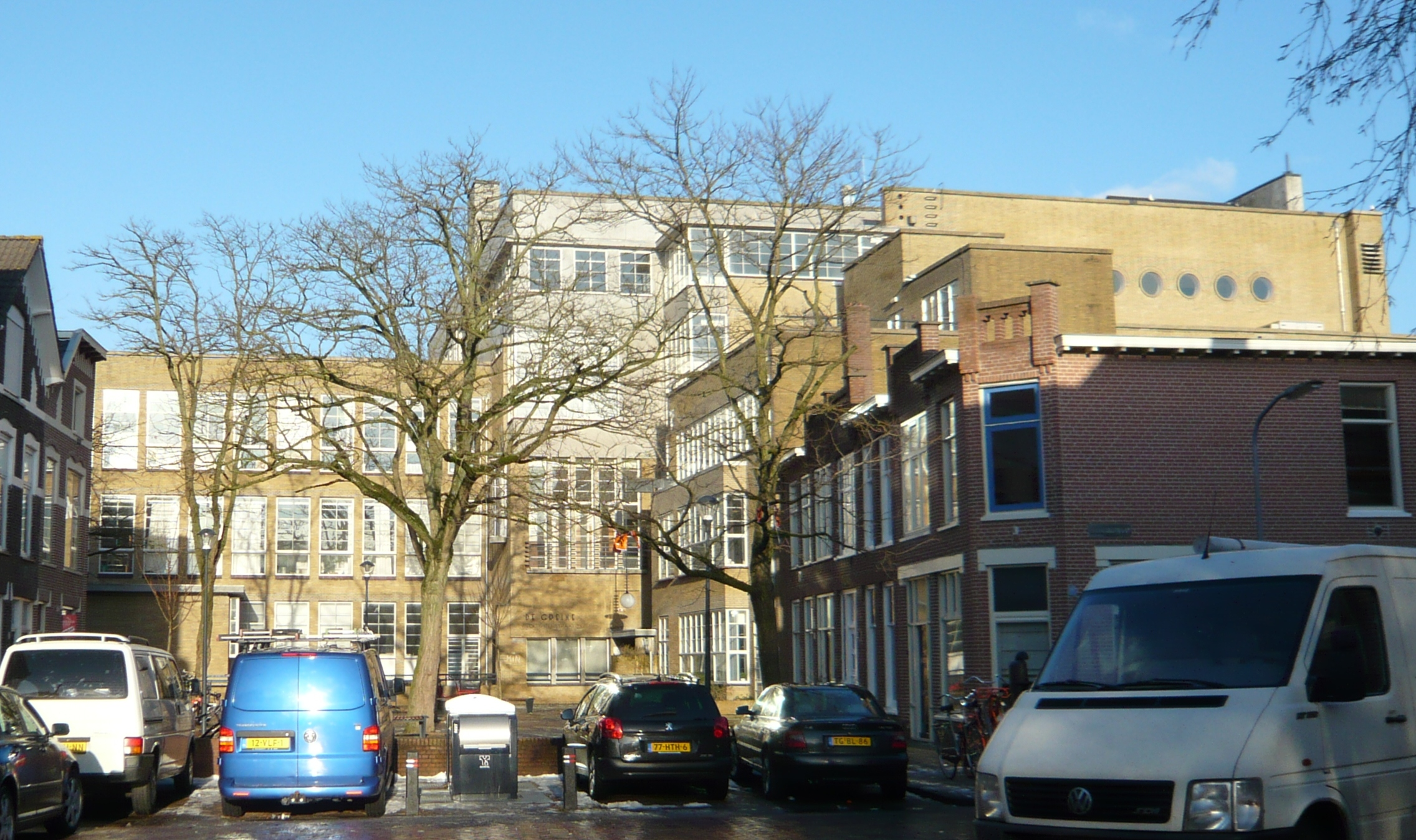
De ingang aan de Voorhelmstraat gezien vanaf het zuiden
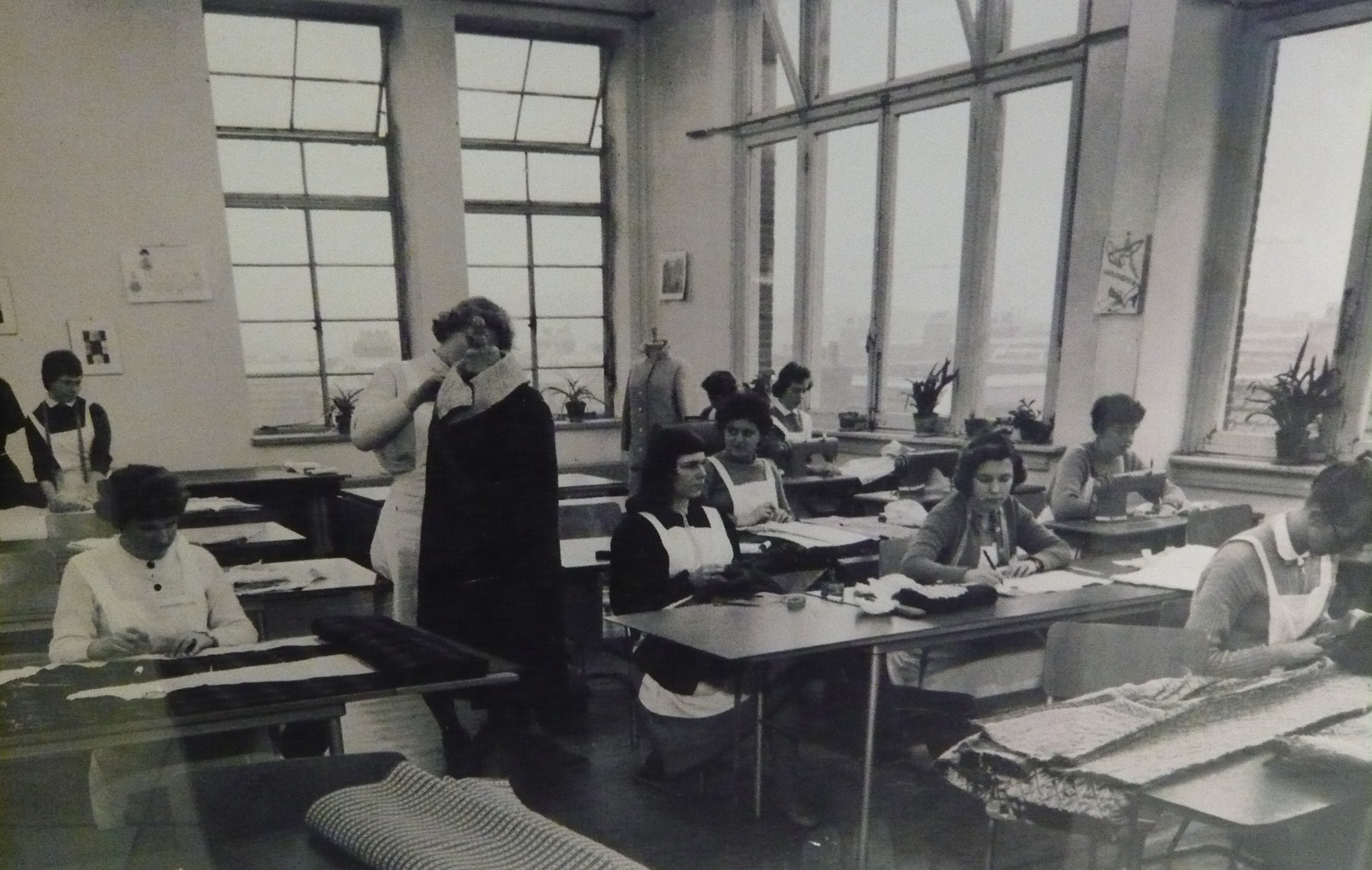
Naaicursus, in de periode 1935-1940